# Козубець (Польща)
Козубець (пол. Kozubiec) — село в Польщі, у гміні Мілослав Вжесінського повіту Великопольського воєводства.
Населення — 95 осіб (2011).
У 1975—1998 роках село належало до Познанського воєводства.

## Демографія
Демографічна структура станом на 31 березня 2011 року:
|          | Загалом | Допрацездатний вік | Працездатний вік | Постпрацездатний вік |
| -------- | ------- | ------------------ | ---------------- | -------------------- |
| Чоловіки | 44      | 4                  | 39               | 1                    |
| Жінки    | 51      | 14                 | 29               | 8                    |
| Разом    | 95      | 18                 | 68               | 9                    |